# LNER Class A4 4498 Sir Nigel Gresley
LNER Class A4 4498 Sir Nigel Gresley — паровоз London and North Eastern Railway (LNER) типа 2-3-1 серии A4. Построен в 1937 году на Донкастерском заводе. Проект разработал конструктор Найджел Грезли, в честь которого локомотив и был назван. Сохранился до настоящего времени, с 1996 года находится на North Yorkshire Moors Railway.

## Ливреи
Как и другие паровозы серии, Sir Nigel Gresley сменил несколько окрасок. При поступлении в эксплуатацию 30 октября 1937 года он получил синюю ливрею, которая на тот момент являлась стандартной для локомотивов Class A4. Новые цифры и буквы на тендере из нержавеющей стали были установлены в ходе капитального ремонта 16 января 1939 года. 21 февраля 1942 паровоз был перекрашен в военный чёрный цвет с буквами LNER на тендере. 20 октября 1943 года тендер был дополнительно закрашен: остались только буквы NE. Sir Nigel Gresley носил чёрный цвет до 6 марта 1947, после чего был перекрашен в синий цвет с красно-белыми полосами.
После образования British Railways (BR) паровоз получил новую ливрею — тёмно-синюю с чёрно-белыми полосами, в которой вышел на линию 27 сентября 1950 года. 17 апреля 1952 года цвет был изменён на зелёный. После вывода из эксплуатации при реставрации была восстановлена синяя ливрея LNER, а позднее добавлены цифры (4498) и буквы из нержавеющей стали. В конце 1990-х годов, паровоз был перекрашен в тёмно-синий цвет BR и получил номер 60007. Эта ливрея сохранилась после капитального ремонта в 2006 году.

## Технические детали
Как и другие ранних образцы LNER Class A4, Sir Nigel Gresley вышел с завода с одиночной трубой и боковыми юбками, прикрывающими колёса. Юбки были сняты 21 февраля 1942 года для улучшения доступа к механизмам при обслуживании. 13 декабря 1957 года на паровоз была установлена двойная труба системы Kylchap. 27 сентября 1950 года паровоз оснастили системой предупреждения AWS. 30 июня 1960 года был добавлен индикатор скорости.
Sir Nigel Gresley сменил двенадцать котлов: № 8961 (новый); № 8946 (от № 4483 Kingfisher) с 21 февраля 1942 года; №  9489 (новый), с 6 марта 1947 года; № 29271 (от № 60024 Kingfisher), с 27 сентября 1950 года; № 29319 (новый), с 17 апреля 1952 года; № 29306 (запасной), с 19 октября 1953 года; № 29321 (от № 60010 Dominion of Canada), с 12 марта 1955 года; № 29314 (от № 60026 Miles Beevor), с 13 апреля 1957 года; № 29324 (от № 60015 Quicksilver ), с 13 декабря 1957 года; № 29331 (новый), с 16 апреля 1959 года; № 27970 (новый), с 7 октября 1960 года; № 27966 (от 60016 Silver King), с 25 октября 1962 года.
В течение эксплуатации паровоз использовал два тендера: № 5329 с завода и № 5324 с 8 августа 1943 года.

## Эксплуатация
Построенный для LNER в 1937 году, паровоз стал сотым из так называемых «пасификов» Грезли. По конструкции он был аналогичен более известному LNER Class A4 4468 Mallard, обладателю рекорда скорости среди паровозов. Локомотив получил заводской номер 1863, LNER присвоила ему номер 4498.
Предварительно для № 4498 было выбрано название Bittern, ранее предназначавшееся для № 4492, ставшего в итоге Dominion of New Zealand. Но как утверждают источники, один  из поклонников LNER, работавший в Обществе железнодорожной корреспонденции и путешествий, осознал, что № 4498 является сотым «пасификом» Грезли и предложил назвать его в честь конструктора. Название Bittern позднее получил № 4464.
Паровоз был приписан к депо вокзала Кинг-Кросс Топ-Шед. 23 апреля 1944 года он был переведён в Грантем, но уже 4 июня 1950 года вернулся обратно. В Топ-Шеде Sir Nigel Gresley оставался до закрытия, после чего 16 июня 1963 был переведён в депо Нью-Ингленд. Затем он был направлен в депо Сент-Маргаретс для работы на линии Эдинбург— Абердин. 20 июля 1964 года паровоз был приписан к депо Абердина.
25 февраля 1938 года паровоз прошёл ремонт на Донкастерском заводе: он был перекрашен и получил увеличенную угольную ёмкость. В таком виде Sir Nigel Gresley отправился на выставку в Манчестере. С 23 августа по 8 октября 1948 года паровоз использовался в только что открытом испытательном центре в Регби. № 60007 поместили на катки без ее тендера и разгоняли до высоких скоростей, чтобы измерить расход угля и воды.
Локомотиву принадлежит послевоенный рекорд скорости среди паровозов, установленный 23 мая 1959 года — 180 км/ч (112 миль в час). Как и Mallard, паровоз установил рекорд на южном склоне Сток-Банк, но в отличие от Mallard, который выполнял специальный заезд, Sir Nigel Gresley совершал обычную поездку с пассажирским поездом, возвращавшимся с экскурсии на Донкастерский завод. Состав ещё дважды превышал скорость в 100 миль в час. В кабине машиниста в этой поездке находился будущий член Восточного совета Британской комиссии по транспорту Алан Пеглер.

## Сохранение
Sir Nigel Gresley был выведен из эксплуатации 1 февраля 1966 года. Он был выбран для сохранения A4 Preservation Society, которое вскоре было переименовано в A4 Locomotive Society. После заключения соглашения c BR паровоз перевезли в Кру для ремонта. Сюда же после вывода из эксплуатации был направлен LNER Class A4 60026 Miles Beevor, с которого на № 60007 были переставлены три пары ведущих колёс, так как они находились в гораздо лучшем состоянии, чем оригинальные.
В течение долгого времени Sir Nigel Gresley находился в музее Карнфорта, в старом паровозном депо. Это было основное место пребывания локомотива, так как после 1973 года на основной линии помимо него работал только LNER Class A4 4488 Union of South Africa. По случаю 50-летия рекорда Mallard, отмечавшегося 3 июля 1988 года, Национальный железнодорожный музей собрал вместе три из четырёх находившихся в Великобритании локомотивов Class A4, что случилось впервые с момента прекращения их эксплуатации. В начале июля 2008 года в Национальном железнодорожном музее встретились все четыре британских Class A4: Bittern, Mallard, Union of South Africa и Sir Nigel Gresley.
В 1994 году паровоз некоторое время провёл на Great Central Railway, а затем на East Lancashire Railway. В 1996 году он переехал на North Yorkshire Moors Railway и с тех пор находится там. Локомотив принадлежит фонду Sir Nigel Gresley Locomotive Preservation Trust и используется A4 Locomotive Society с разрешения фонда.
В 2010 году Sir Nigel Gresley прошел ремонт на North Yorkshire Moors Railway после того как во время зимнего обслуживания были обнаружены серьёзные повреждения трубопроводов. С этого времени с ним произошло ещё две серьёзные поломки, но обе были устранены.
В сентябре 2015 году истёк сертификат на котёл, что означало прекращение работы паровоза на линии. Он был отправлен на капитальный ремонта в Национальный железнодорожный музей в Йорке, где к нему предоставлен доступ посетителей. Котёл проходит капитальный ремонт на Llangollen Railway.

## Модели
Bachmann выпустил несколько моделей № 60007 —  все в синем цвете BR. Hornby также выпустил три модели, одна из которых вошла в коллекцию Great Gathering Range с другими представителями Class A4.

## Галерея

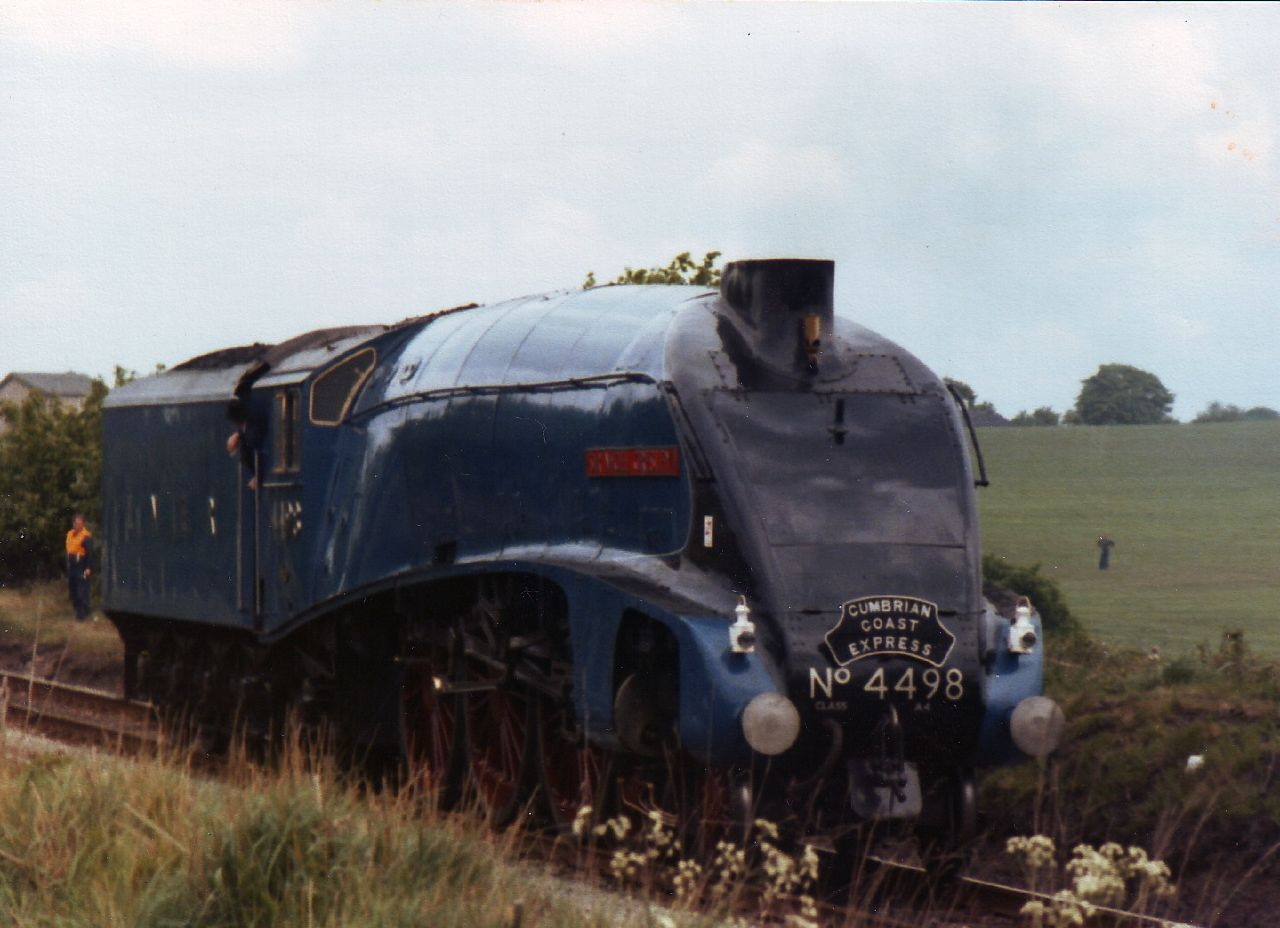
На 150-летии Рейнхильских состязаний
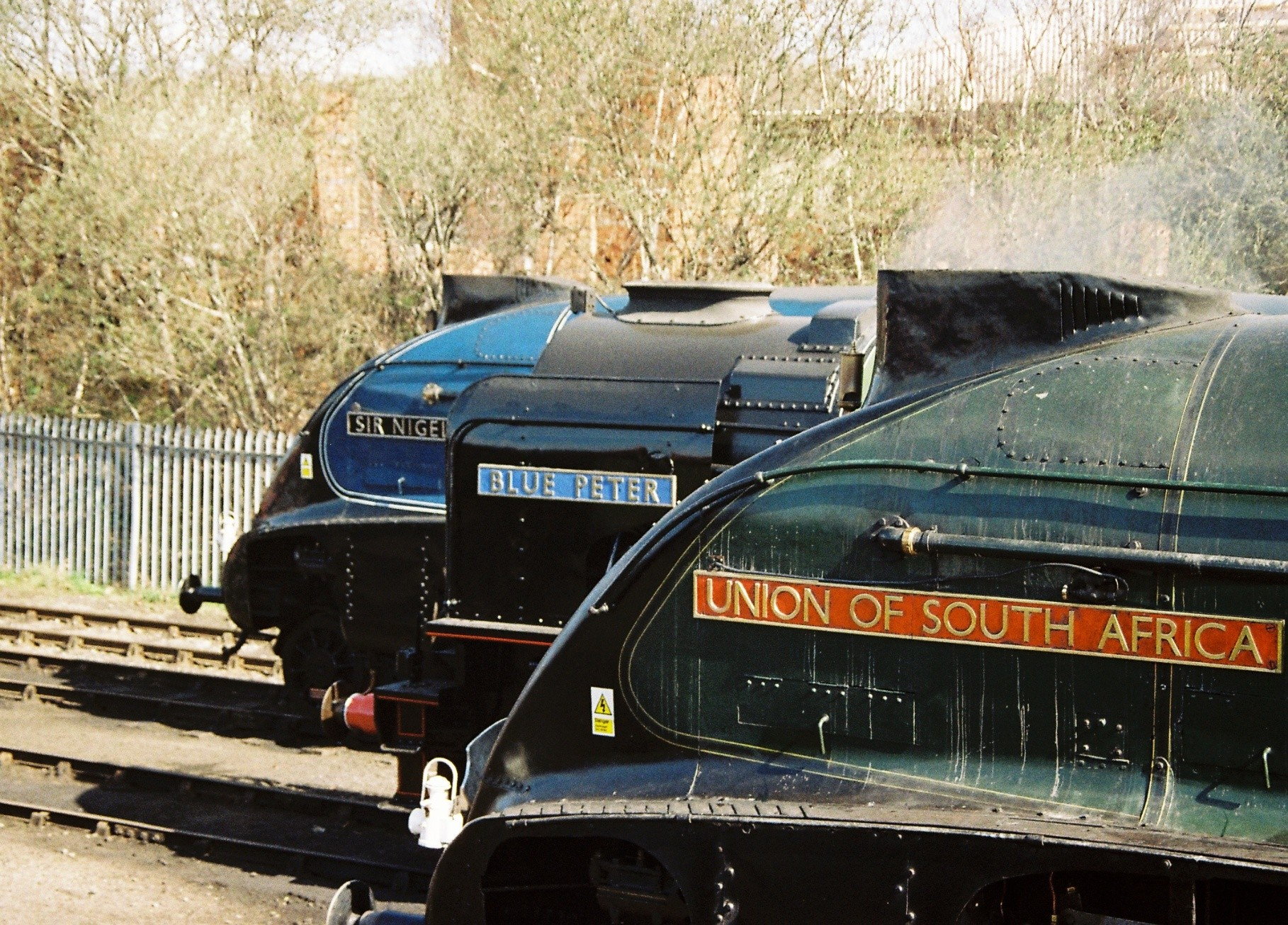
С LNER Peppercorn Class A2 60532 Blue Peter и LNER Class A4 4488 Union of South Africa в Барроу-Хилл, 3 апреля 2009 года
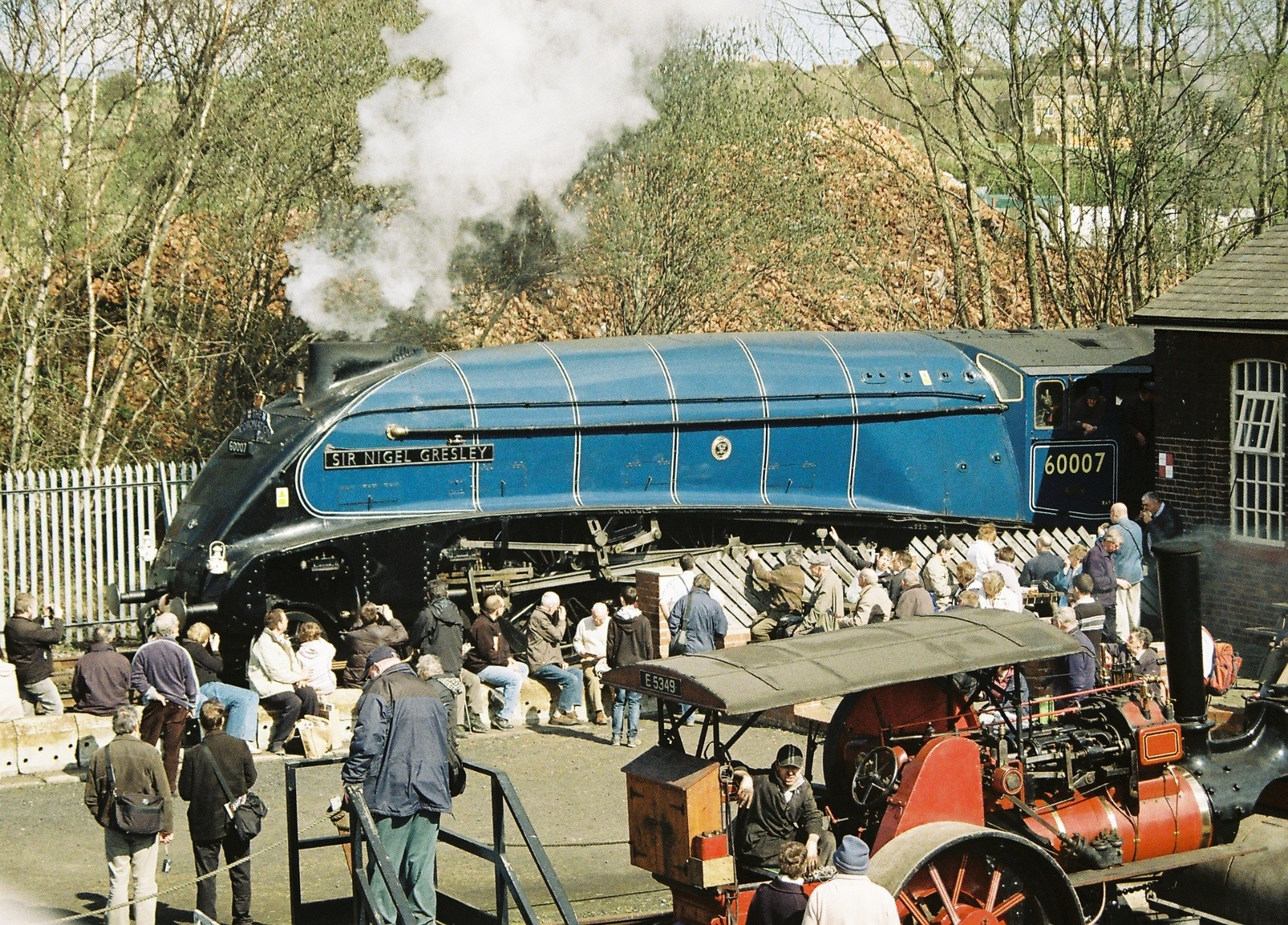
С поездом в Барроу-Хилл, 3 апреля 2009 года
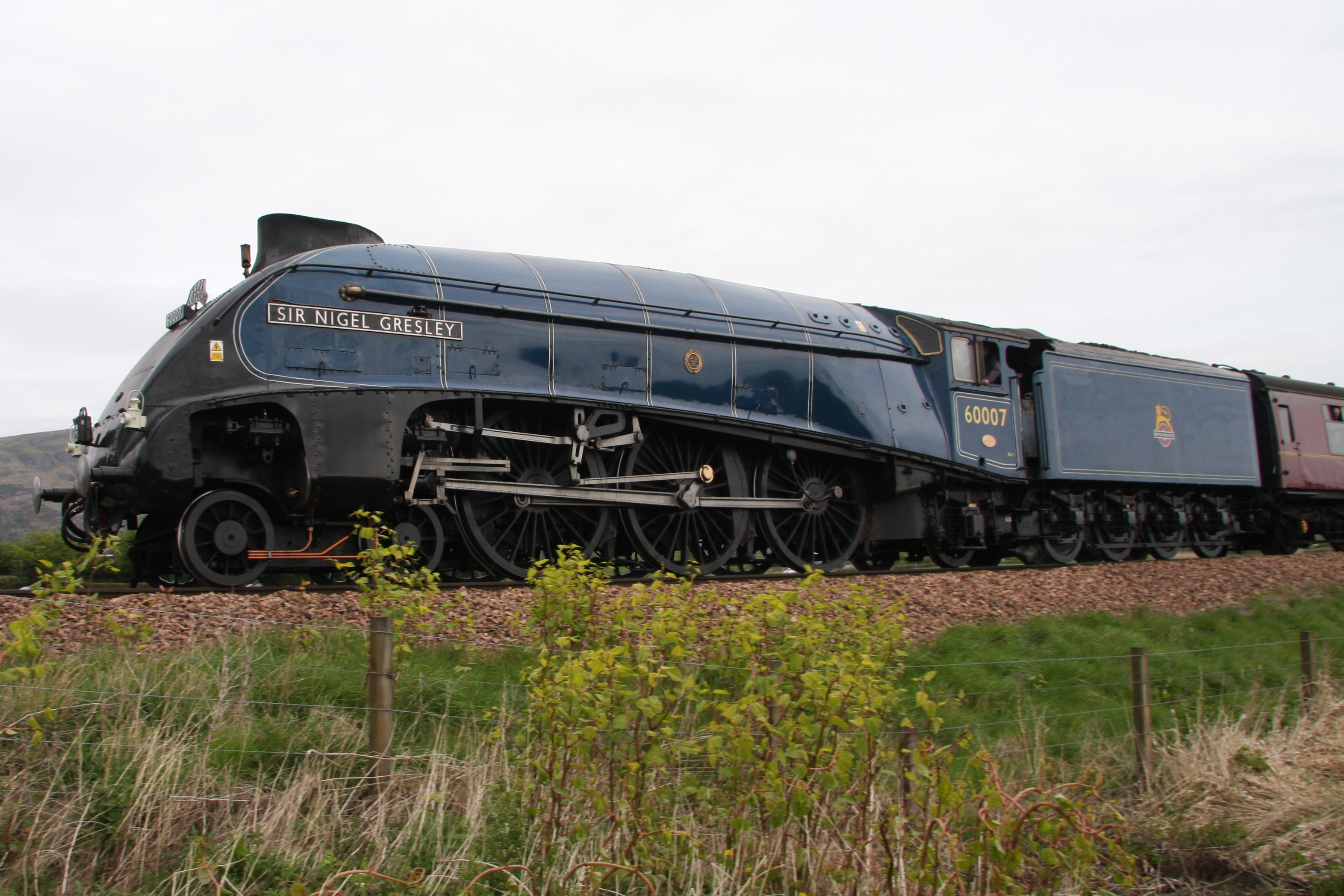
Между Стерлингом и Аллоа, 24 апреля 2011 года
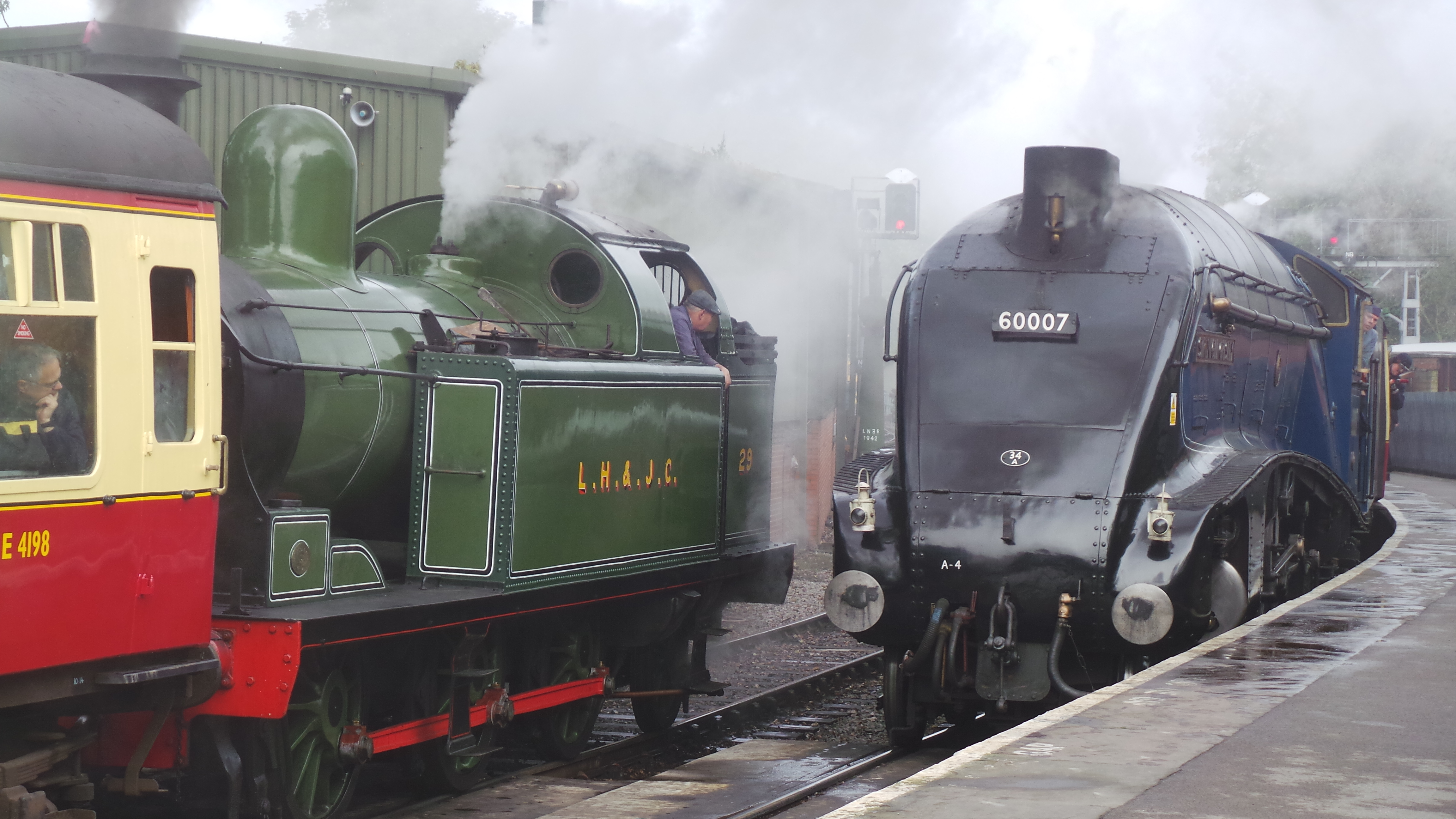
Прибытие на станцию Пикеринг, 12 октября 2014 года. На соседнем пути — Kitson 0-6-2T № 29